# La Ferté-en-Ouche
La Ferté-en-Ouche ist eine französische Gemeinde mit 2.960 Einwohnern (Stand 1. Januar 2022) im Département Orne in der Region Normandie. Sie gehört zum Arrondissement Mortagne-au-Perche und zum Kanton Rai.
Sie entstand mit Wirkung vom 1. Januar 2016 als Commune nouvelle durch die Zusammenlegung der bisherigen Gemeinden La Ferté-Frênel, Anceins, Bocquencé, Couvains, Gauville, Glos-la-Ferrière, Heugon, Monnai, Saint-Nicolas-des-Laitiers und Villers-en-Ouche, die in der neuen Gemeinde den Status einer Commune déléguée haben. Der Verwaltungssitz befindet sich im Ort La Ferté-Frênel.

## Gliederung
| Ortsteil                          | ehemaliger INSEE-Code | Fläche (km²) | Einwohnerzahl zum 1. Januar 2022 |
| --------------------------------- | --------------------- | ------------ | -------------------------------- |
| La Ferté-Frênel (Verwaltungssitz) | 61167                 | 07,70        | 587                              |
| Anceins                           | 61003                 | 12,33        | 193                              |
| Bocquencé                         | 61047                 | 10,15        | 140                              |
| Couvains                          | 61136                 | 17,93        | 189                              |
| Gauville                          | 61184                 | 21,51        | 533                              |
| Glos-la-Ferrière                  | 61191                 | 12,63        | 487                              |
| Heugon                            | 61205                 | 15,70        | 195                              |
| Monnai                            | 61282                 | 15,52        | 244                              |
| Saint-Nicolas-des-Laitiers        | 61434                 | 07,09        | 076                              |
| Villers-en-Ouche                  | 61506                 | 11,13        | 316                              |

## Geographie
La Ferté-en-Ouche liegt rund 50 Kilometer südwestlich des Stadtzentrums von Évreux und grenzt im Norden an das benachbarte Département Eure. An der westlichen Gemeindegrenze verläuft die Autobahn A28 in Nord-Süd-Richtung. Der Fluss Charentonne tangiert das Gemeindegebiet.